# Zanthoxylum sprucei
Zanthoxylum sprucei är en vinruteväxtart som beskrevs av Adolf Engler. Zanthoxylum sprucei ingår i släktet Zanthoxylum och familjen vinruteväxter. Inga underarter finns listade i Catalogue of Life.